# GRACE
GRACE (англ. Gravity Recovery And Climate Experiment) — совместная спутниковая миссия NASA и Германского центра авиации и космонавтики, направленная на изучение гравитационного поля Земли и его временны́х вариаций, связанных, в частности, с процессами изменения климата.
GRACE картографирует гравитационное поле, измеряя положение двух идентичных спутников, находящихся на полярной орбите на высоте 500 км. Два спутника (NSSDC ID: 2002-012A и 2002-012B) были запущены с космодрома Плесецк 17 марта 2002 года.
Спутники непрерывно обмениваются радиосигналами в микроволновом диапазоне, что позволяет с микронной точностью отслеживать изменения расстояния между ними. Собственное движение и ориентация спутников регистрируются с помощью приёмников GPS, акселерометров и звёздных датчиков. Кроме того, спутники оснащены уголковыми отражателями для использования в спутниковой лазерной дальнометрии.
Спутники пролетают над каждым участком Земли приблизительно раз в месяц, что позволяет прослеживать естественные перемещения масс (преимущественно связанные с круговоротом воды в природе).

## Концепция миссии
Концепция эксперимента была предложена в середине 1970-х годов, но общий технологический уровень не позволил приступить к реализации. Идея эксперимента заключалась в следующем: два идентичных спутника (часто называемых Том и Джерри, в честь героев одноимённой серии короткометражных мультфильмов, которые постоянно преследуют друг друга), летящих друг за другом по одной орбите с дистанцией 220 км, должны чрезвычайно точно измерять дистанцию между собой. Двигаясь по полярной орбите спутники будут испытывать гравитационное воздействие неоднородностей масс на поверхности и под поверхностью Земли. Для отслеживания колебаний спутников относительно друг друга на борту должны быть расположены акселерометры и дальномеры высокой точность. Так дистанцию требовалось измерять с точностью порядка 10 микрон. Предполагалось, что изменения гравитационного поля Земли позволят оценивать перемещения водных масс в океанах, в том числе глубинные и поверхностные течения, обмен масс между ледниками и океанами, а также геологические процессы под поверхностью Земли. Ожидалось, что пространственное разрешение гравитационных карт, полученных на основе данных эксперимента GRACE, составит около 300 км — это примерно в 100 раз выше существовавших на момент старта программы моделей. Сами гравитационные карты планировалось обновлять раз в месяц. Данные, полученные в ходе миссии GRACE должны были свободно предоставляться научным организациям разных стран..
Некоторые аналитики предполагали возможность использования данных, полученных в ходе эксперимента GRACE, в военных целях:
- коррекции топографических карт, а также полётных заданий баллистических и крылатых ракет;
- уточнения геофизических условий в районах потенциальных целей;
- обработка статистики по навигации космических аппаратов с помощью системы GPS;
- анализ особенностей влияния атмосферы на использование GPS для управления ракетами-носителями и баллистическими ракетами на активном участке.

Кроме основного эксперимента планировалось проводить дополнительный эксперимент по просвечиванию атмосферы радиосигналами в GPS-диапазоне. Цель эксперимента заключалась в исследовании влияние поглощения и рефракции на характеристики сигнала, принимаемого космическими аппаратами.
Высказывались мнения, что этот эксперимент так же может нести военную направленность: предполагалось что обработка статистики по навигации спутников с помощью системы GPS и выявление особенностей влияния атмосферы на использование GPS поможет в разработке систем управления ракет-носителей и баллистических ракет.
В целом по результатам миссии GRACE можно было ожидать создания теоретической базы прикладных военных исследований в следующих областях:
- Использования нетрадиционных подходов в решении известных задач обнаружения подводных лодок в погружённом состоянии;
- Изучения возможности регистрации наличия и изменений массово-пространственных характеристик массивных подземных объектов;
- Получения опыта комплексной обработки данных разнородных по составу и задачам комплексов наблюдения для создания интегрированных методик оценки состояния и прогноза геофизической обстановки на театрах военных действий и в глобальном масштабе.

## Разработка
Проект GRACE финансировался в рамках программы НАСА по перспективным исследованиям англ. Earth System Science Pathfinders (ESSP). В июле 1996 года начался сбор заявок на участие в программе ESSP. Всего было подано 44 заявки из которых 12 (в том числе GRACE) вышли в финальную часть. Среди критериев отбора была готовность осуществить запуск на орбиту в течение 36 месяцев с момента начала финансирования. 18 марта 1997 года были объявлены три победителя, среди которых оказался проект GRACE. За реализацию проекта отвечали американские и немецкие разработчики: Потсдамский центр имени Гельмгольца, Dornier Satellitensysteme GmbH (DSS) (дочернее предприятие EADS Astrium) с немецкой стороны и JPL, Space Systems/Loral и Университет Техаса с американской. Общее управление проектом было возложено на JPL. Ключевой особенностью финансовой стороны проекта стала максимальная передача полномочий от НАСА к исполнителям проекта. НАСА передало исполнителям полную ответственность за выбор подрядчиков и разработчиков научного и полётного оборудования. В свою очередь JPL несла ответственность за успешность эксперимента и предоставления научной информации международному научному сообществу. Проект предполагал работу космической части в течение 5 лет с момента запуска на орбиту.
В сентябре 1997 года программа перешла на «этап Б» — изготовление космических аппаратов. За изготовление спутников отвечала компания Dornier Satellitensysteme. Эта же компания обеспечивала подготовку аппаратов к запуску и интеграцию с ракетой-носителем.
В июле 1999 года проект GRACE попал в число программ, чьё бюджетирование было сокращено в рамках крупнейшего с 1981 года секвестра бюджета НАСА, но команда сумела преодолеть возникшие трудности.

### Космический аппарат
Для реализации эксперимента GRACE было изготовлено два космических аппарата GRACE 1 и GRACE 2. За постройку космических аппаратов отвечала немецкая компания Astrium при участии Space Systems/Lora, а общее управление проектом осуществляла JPL.

Космическая платформа FlexBus и аппараты на её основе
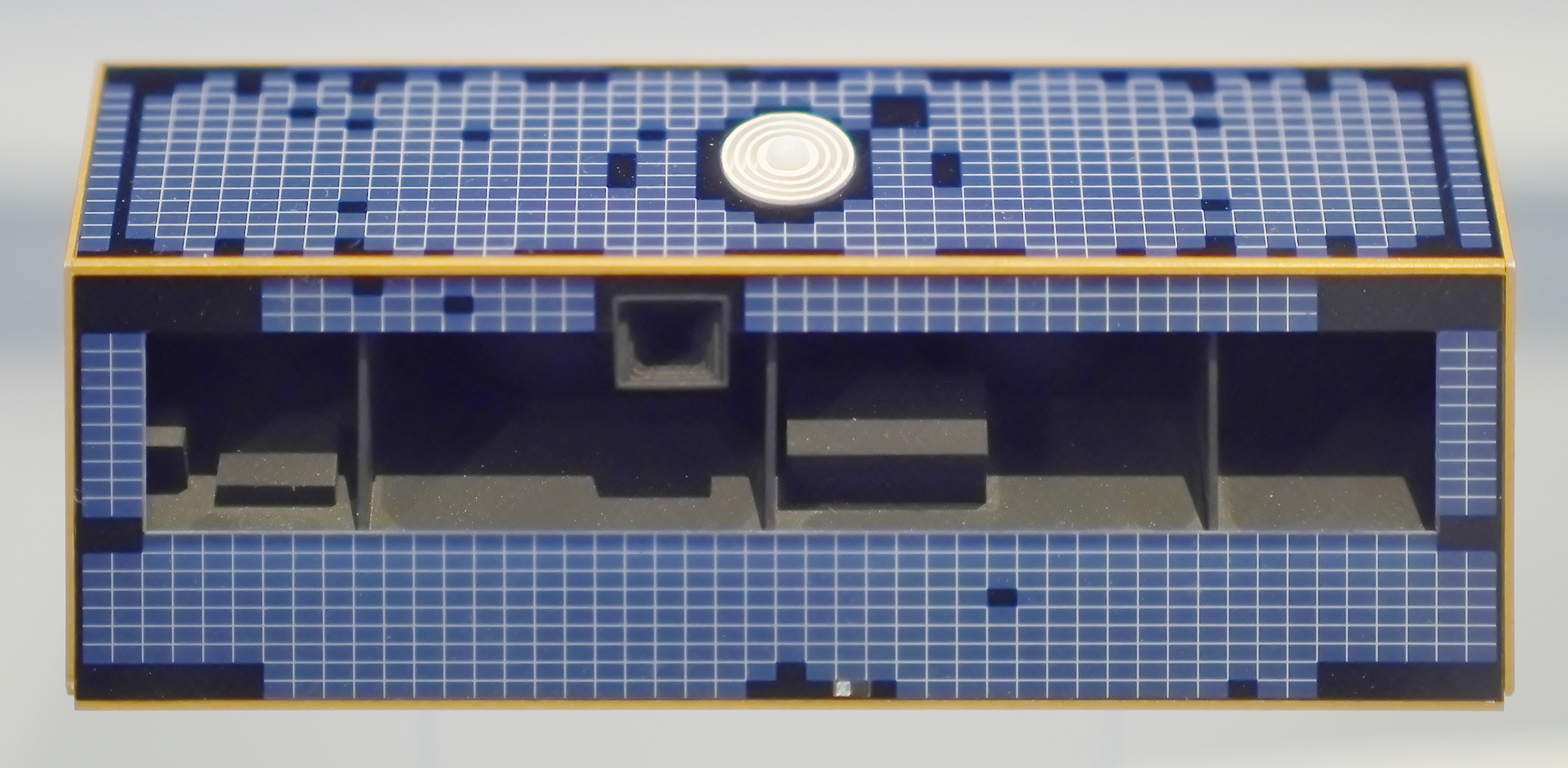
Платформа FlexBus без установленного оборудования
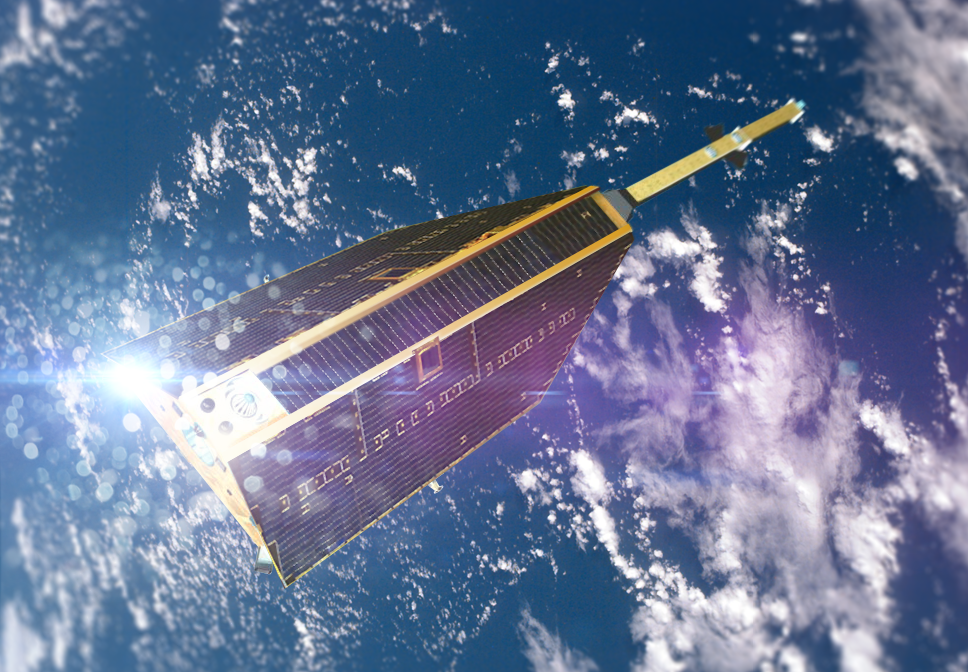
Космический аппарат CHAMP - первый использовавший платформу FlexBus
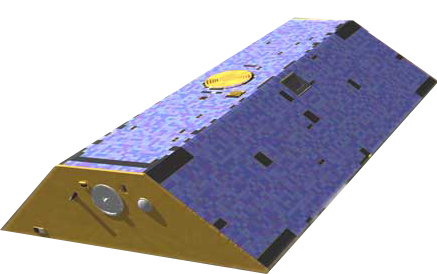
Космический аппарат GRACE
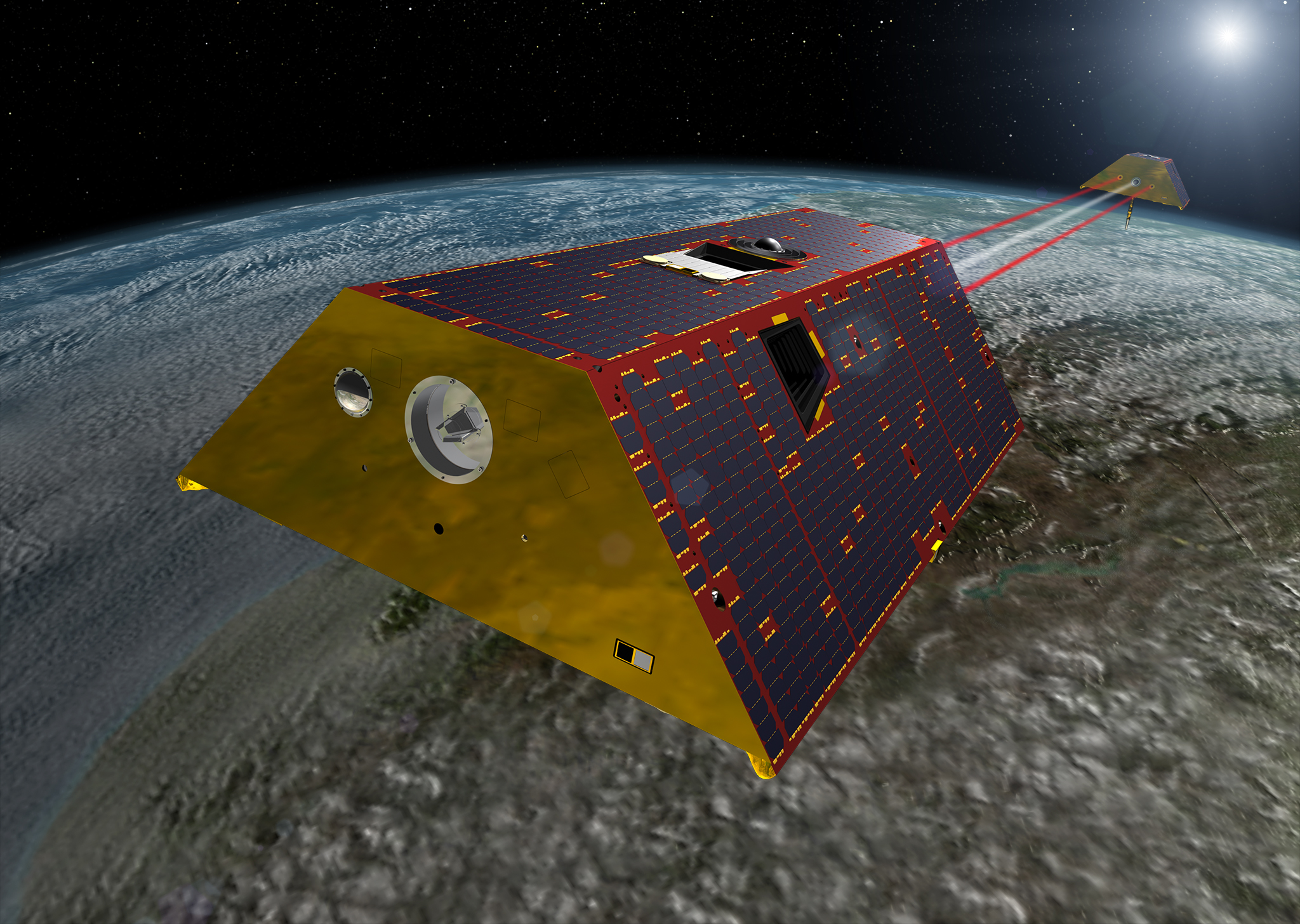
Космический аппарат GRACE-FO — развитие проекта GRACE

За основу обоих космических аппаратов была взята спутниковая платформа FlexBus. Платформа была разработана для миссии CHAMP и доработана под требования GRACE: с носа платформы был убран магнитометр, улучшены аэродинамические свойства платформы, проведена работа по оптимизации баллистического коэффициента, центры масс акселерометров были размещены на линейном продолжении вектора давления потока во всех направлениях, были использованы системы перемещения центра масс для многократной регулировки его положения в ходе полёта.
Каждый космический аппарат имел размеры 3,1×1,94 м и массу 480 кг. Оборудование, находящееся на борту космических аппаратов, состояло из научных систем, систем ориентации и стабилизации и служебных систем. Все научные приборы монтировались на панель из композитного материала, имевшего малый коэффициент расширения — такое решение обеспечило необходимую точность измерения вне зависимости от количества солнечной радиации.

#### Научные системы
Основным инструментом эксперимента GRACE является блок дальномера K-диапазона (англ. K-Band Ranging, KBR), состоящий из четырёх ключевых элементов:
- USO — ультрастабильный осциллятор JHU/APL: прибор являлся основным источником несущей частоты и эталоном времени для спутников GRACE.
- KBR — рупорная антенна, которая являлась приёмником и передатчиком сигналов несущей частоты K-диапазона (24 ГГц) и Ka-диапазона (32 ГГц) на линии связи между спутниками.
- Sampler — элемент, который реконвертирует и сравнивает входящие фазы несущих частот K-диапазона (24 ГГц) и Ka-диапазона (32 ГГц).
- IPU — блок обработки научной информации, который осуществляет цифровую обработку сигналов K- и Ka- диапазонов и сигналов GPS, а также исполняет функции таймера для систем аппарата и обрабатывает информацию для кватернионов звёздной камеры.

Кроме KBR на борту были установлены несколько дополнительных антенн, использовавшихся в дополнительных программах. Для эксперимента по просвечиванию атмосферы использовалось несколько GPS-антенн. Основная антенна навигационных сигналов была расположена на верхней стороне космического аппарата и направлена в зенит. На тыльной стороне аппарата была установлена запасная антенна, направленная в надир. Спиральная антенна GPS — основная антенна эксперимента — была расположена на тыльной стороне спутников.
Для измерения не гравитационных сил, воздействовавших на космический аппарат, использовался акселерометр SuperSTAR, производства французской компании ONERA. Акселерометр включал блок датчиков (Sensor Unit, SU), который измерял ускорения, и блок интерфейса (Interface Control Unit, ICU), который фильтровал и обрабатывал цифровые сигналы акселерометра.
Для слежения за параметрами движения аппаратов на их надирной стороне были установлены лазерные уголковые отражатели (Laser Retro-Reflectors, LRR).

#### Системы ориентации и стабилизации
Для ориентации в пространстве на борту космических аппаратов было размещено несколько датчиков. По левому и правому борту были установлены звёздные камеры (+Y, Y), которые отвечали за точное определение положения спутников. Для грубой ориентации использовался солнечноземной датчик, магнитометр Форстера и GPS-приёмники. Кроме датчиков ориентации на борту располагался гироскоп, произведён компанией англ. Litton, который отвечал за определение положения во время нештатных режимов работы спутника.
Для управления положением аппарат использовалось две системы приводов. Реактивная система из состояла из нескольких двигателей тягой 10 мН, производства компании англ. Moog, с сжатым азотом в качестве активного тела. Для хранения газа два баллона высокого давления были смонтированы вдоль главной оси космического аппарата. Для уменьшения расхода рабочего тела на ориентацию на борту аппарата были установлены шесть электромагнитных катушек с магнитным моментом 30 А·м² каждая.
Для управления спутниками по дистанции на тыльной стороне аппаратов размещались два двигателя орбитального маневрирования с тягой по 40 мН (рабочее тело — сжатый азот).
Для точного измерения не гравитационных сил, действующих на спутник, требовалось управлять центром масс космического корабля. Для приведения центра масс аппарата к центру масс акселерометра использовалась система балансировки: 6 механизмов балансировки масс MTM и блоком электроники системы балансировки MTE. Каждый из механизмов балансировки масс состоял из подвижной массы на шпинделе, а одна пара MTM обеспечивала балансировку вдоль одной оси космического аппарата.

#### Служебные системы
Для обеспечения функционирования научных приборов и системы ориентации на борту спутника работало несколько служебных систем:
- OBDH — бортовая система обработки данных, которая состояла из центрального процессора и массива памяти. OBDH обеспечивала работу с научными и телеметрическими данными.
- RFEA — преобразователь данных с OBDH для передачи на наземный комплекс в S-диапазоне.
- Приёмопередатчик SZA RX/TX — для связи с наземным комплексом управления полётом. Основная мачта антенны S-диапазона была расположена с надирной стороны. На зенитной стороне располагались аварийные антенны приёмника и передатчика. Скорость передачи данных до 50 Мбит в сутки[4].
- PCDU — блок управления питанием космическим аппаратом.

Основной генерирующей частью системы электропитания были панели солнечных батарей, установленные на верхней и боковых сторонах корпуса. Для работы на затенённых участках орбиты использовались никель-водородные аккумуляторы ёмкостью 16 А·ч.
Для поддержания стабильной температуры на борту космических аппаратов использовались 64 нагревательных элемента, 45 резисторов и 30 термисторов.

### Адаптер и обтекатель
Для запуска двух аппаратов был разработан специальный адаптер MSD (Multi-Satellite Dispenser). Разработку адаптера по заказу Eurockot Launch Services производила немецкая компания RST Rostock Raumfahrt und Umweltschutz GmbH. Адаптер представлял собой колонну 300×300 мм, выполненную из алюминия, на которой размещались средства крепления и отделения космических аппаратов. В свою очередь сам адаптер крепился к верхнему шпангоуту разгонного блока «Бриз-КМ». Адаптер MSD не имел электрических разъёмов для питания полезной нагрузки, а команду на отделение космических аппаратов давал бортовой компьютер «Бриза-КМ». Для отделения космических аппаратов от адаптера использовался сжатый газ. Адаптер прошёл приёмо-сдаточные испытания в Москве ГКНПЦ им. М.В.Хруничева.
Одним из преимуществ РН «Рокот» оказалась возможность использования большого головного обтекателя. Для запуска миссии GRACE был создан обтекатель высотой более 6 метров и диаметром 2,6 м.

## Запуск

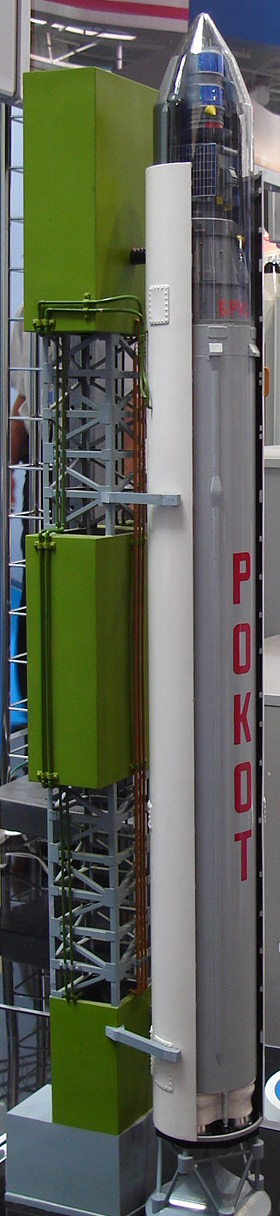
Модель РН «Рокот» с разгонным блоком «Бриз-КМ»

На начало 1998 года Альфред Тегтмейер, директор по маркетингу немецкой компании англ. Cosmos International OHB-System GmbH, которая занималась продвижением российской ракеты-носителя «Космос-3М» на международном рынке, утверждал, что у компании заключён контракт на запуск миссии GRACE. Однако 29—30 октября 1998 года космодром Плесецк посетила делегация специалистов, которые оценивали степень готовности космодрома к запускам ракеты-носителя «Рокот». Среди участников был и Петер Ханс Павловски (нем. Peter Hans Pawlowski), представлявший проект GRACE. Уже 9 ноября Германский центр авиации и космонавтики (DLR) и компания англ. Eurockot Launch Services GmBH (компания занималась продвижением ракеты-носителя «Рокот» на международном рынке) подписали предварительное соглашение о запуске двух малых спутников по программе GRACE с помощью РН «Рокот». Выбор ракеты-носителя был произведён по результатам конкурса, котором участвовали провайдеры запусков шести ракет-носителей. Основными конкурентами «Рокота» были американская «Афина-2» и российская «Космос-3М». Руководитель проекта GRACE со стороны JPL Эдгар Дэвис прокомментировал выбор: «„Рокот“ — единственный носитель в своём классе, способный доставить на целевую орбиту два таких тяжёлых ИСЗ. Его грузоподъёмность и манёвренные возможности „Бриза-КМ“ стали решающими аргументами».

Ракеты-носители, учувствовавшие в конкурсе
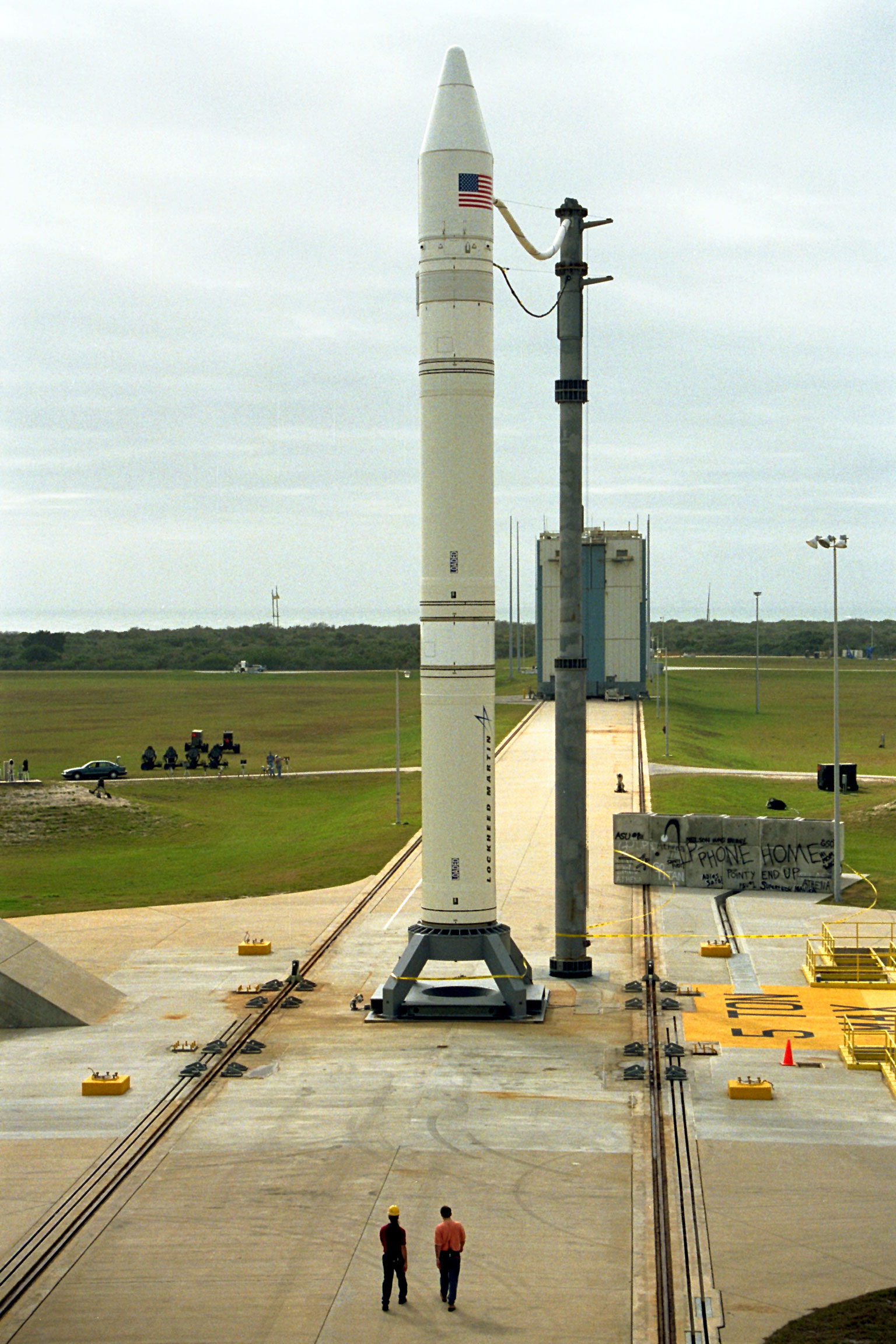
«Афина-2»
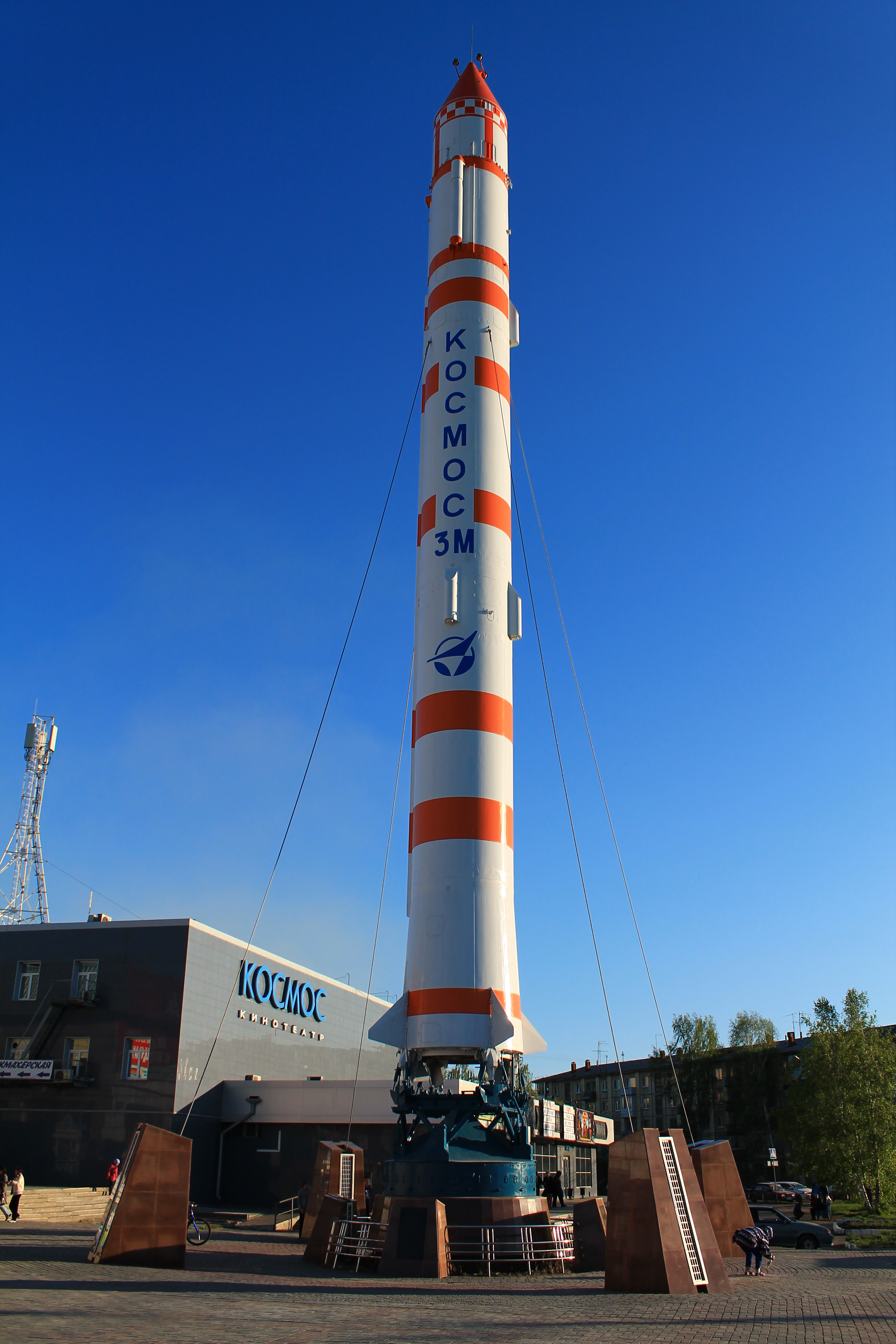
«Космос-3М»
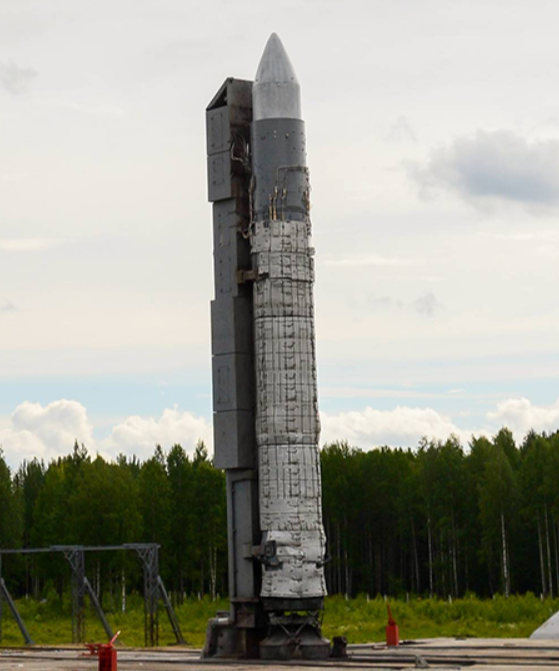
«Рокот»

22—24 июня 1999 года на Плесецк повторно прибыли представители DLR, DASA, Dornier Satellite Systems с немецкой стороны и GPL и НАСА с американской стороны. Они проконтролировали ход работ по адаптации инфраструктуры площадки № 133 (ранее использовалась для запусков РН «Космос») под требования коммерческих заказчиков. Запуск был запланирован на 23 июня 2001 года. 25 апреля 2000 года представители GRACE в сопровождении руководства Eurockot Launch Services ещё раз посетили Плесецк, чтобы убедиться в успешной подготовке инфраструктуры к принятию полезной нагрузки.
14 сентября 1999 года компания Astrium GmbH в чистой комнате, расположенной в немецком Фридрихсхафене, завершила испытания на совместимость космических аппаратов GRACE A и B с адаптером ракеты-носителя. После этого оба спутника были перевезены в США в Пало-Альто для проведения термо-вакуумных испытаний. 22 декабря 1999 года во время наземного испытания электрических систем ракеты-носителя произошёл аномальный сброс створок обтекателя. В это время ракета-носитель стояла на стартовой позиции, пристыкованная к башне обслуживания. Створки, упавшие на землю, восстановлению не подлежали. Этот инцидент привёл к переносу срока запуска на октябрь 2001 года. 9 августа 2001 года на космодром Плесецк в очередной раз прибыла делегация представлявшая немецких и американских специалистов, которые убедились в готовности инфраструктуры космодрома к принятию космических аппаратов. Однако из-за неготовности самих космических аппаратов даты пуска постепенно смещались «вправо»: 23 ноября 2001 года, 27 февраля и 5 марта 2002 года оказались просрочены. 18 декабря 2001 года председатель Правительства РФ Михаил Касьянов подписал распоряжение «Об оказании на договорной основе Космическими войсками РФ услуг по обеспечению запуска с космодрома Плесецк ракетой-носителем „Рокот“ двух КА научного назначения GRACE».
Окончательная дата запуска была назначена на 09:23:14 UTC 16 марта 2002 года. Стартовое окно составляло 10 минут. Но 14 марта во время предстартовой подготовки возникли замечания в одном из трёх каналов предстартовой калибровки гироплатформы разгонного блока «Бриз-КМ». Проблема оказалась не на борту РН, а на стартовом комплексе и была решена заменой блока, отвечающего за настройку эталонного гироскопического коллиматора. После этого было дано разрешение на старт в заявленное время. Но 16 марта за 40 минут до открытия стартового окна было принято решение о переносе старта на сутки по метеорологическим условиям: на высоте 10 км скорость ветра превышала допустимые пределы. Запуск был назначен на 17 марта 09:21:18 UTC.
17 марта 2002 года в 09:21:27 UTC (через 10 секунд после открытия стартового окна) был осуществлён успешный запуск ракеты-носителя «Рокот». В 10:47 UTC, через 85 мин 38 сек после запуска, произошло отделение полезной нагрузки от разгонного блока «Бриз-КМ». В 10:49 UTC наземная станцией германского центра управления полётом в Вайльхайм-ин-Обербайерн приняла первый сигнал телеметрии с борта космических аппаратов и подтвердила успешность запуска.
| NSSDC ID  | SCN   | Наименование объекта | Наклонение орбиты | Перигей (км) | Апогей (км) | Период обращения (мин) |
| --------- | ----- | -------------------- | ----------------- | ------------ | ----------- | ---------------------- |
| 2002-012A | 27391 | GRACE 1              | 89,027°           | 496,7        | 520,7       | 94,578                 |
| 2002-012B | 27392 | GRACE 2              | 89,028°           | 496,4        | 521,5       | 94,587                 |
| 2002-012C | 27393 | РБ «Бриз-КМ»         | 89,014°           | 170,7        | 517,9       | 91,064                 |

В 11:01 UTC разгонный блок выполнил манёвр увода и 27 марта он вошёл в плотные слои атмосферы и разрушился.
После выведения на орбиту GRACE 2 стал «убегать» от GRACE 1 со скоростью 0,5 м/с и через пять суток расстояние между космическими аппаратами составило 263 км. С этого момента спутники стали сближаться, чтобы занять рабочие позиции ≈220 км друг от друга. В течение 44 дней с момента старта оба аппарата проходили проверку бортового оборудования.

## Ход миссии
Изначально миссия была рассчитана на пять лет. 9 июня 2010 года заместитель администратора НАСА Лори Гарвер и председатель Исполнительного совета DLR Иоганн-Дитрих Вернер подписали в Берлине соглашение о продлении миссии GRACE до окончания его жизни на орбите, как тогда предполагалось, в 2015 году.

## Завершение миссии
3 сентября 2017 года на борту GRACE-2 из-за превышения срока эксплуатации вышел из строя элемент аккумуляторной батареи, ставший восьмым потерянным элементом. 4 сентября с аппаратом была потеряна связь. 8 сентября удалось восстановить связь со спутником, обойдя ограничения бортового программного обеспечения. Анализ телеметрии показал, что элемент вышедший из строя, снова работает, выдавая заданное напряжение. К середине октября стало понятно, что аккумуляторная батарея GRACE-2 не может поддерживать напряжение, необходимое для питания всех потребителей, находящихся на борту. После всестороннего анализа было принято решение перевести неисправный космический аппарат в режим схода с орбиты. Ожидалось, что он сойдёт с орбиты в декабре 2017 — январе 2018 года.
После выхода из строя аппарата GRACE-2 было принято решение использовать GRACE-1 для калибровки акселерометра. Для этого производилось контрлируемое включение двигателей и анализ показаний акселерометра. Эта операция была важна для подготовки аппаратов миссии GRACE-FO. Спутник GRACE-2 вошёл в атмосферу 24 декабря 2017 года. Спутник GRACE-1 вошёл в атмосферу 10 марта 2018 года.

## Результаты и достижения

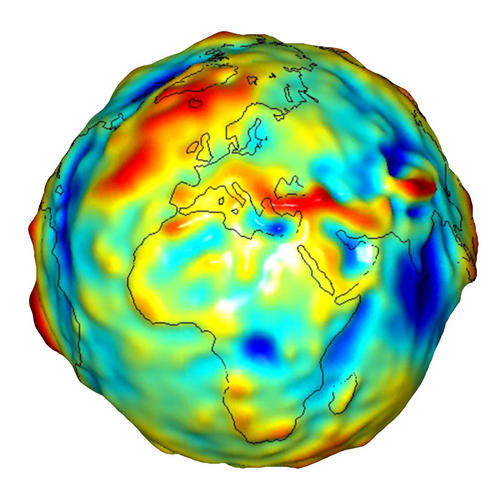
Гравитационная модель по данным GRACE (Европа и Африка)

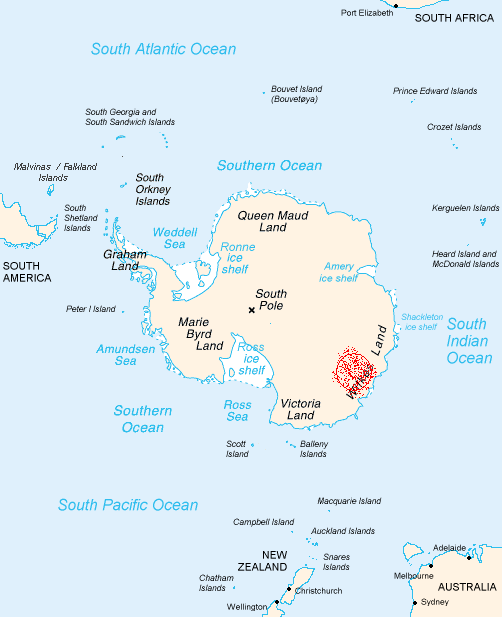
Кратер Земли Уилкса, обнаруженный по итогам анализа данных полученных GRACE

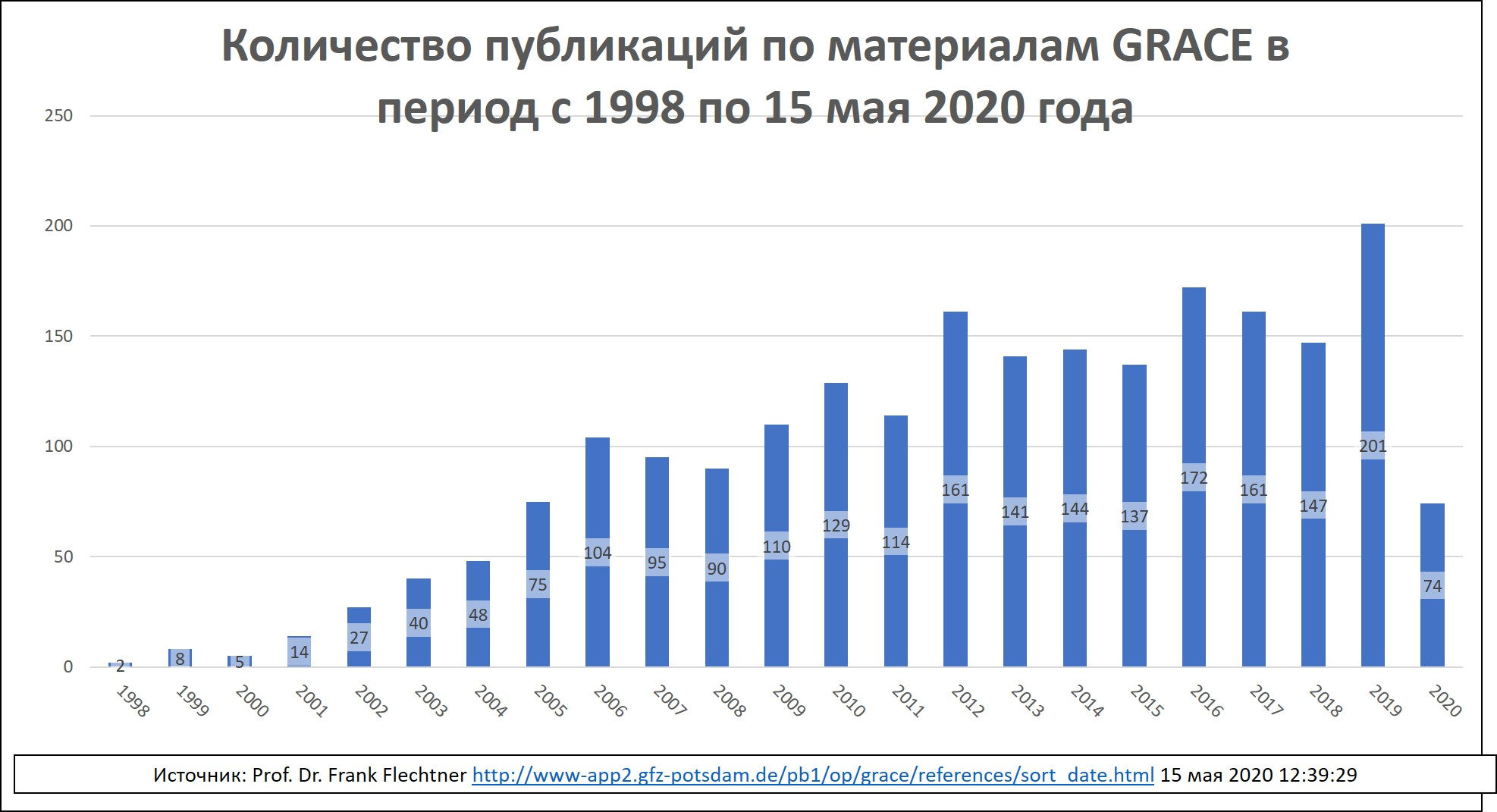
Динамика публикаций по материалам миссии GRACE в реферируемых журналах

Отмечая 15-и летие успешной работы проекта GRACE старший специалист по водным ресурсам JPL Джей Фамилетти сказал:
|  | Я не могу думать о другом наборе измерений, которые так революционизировали науку. |

По данным GRACE была построена наиболее точная на данный момент карта глобального гравитационного поля Земли.
По наблюдениям с 2002 по 2005 годы было доказано быстрое таяние льда Гренландии.
В 2006 группа исследователей во главе с Ральф фон Фрезе и Ларами Поттс по данным GRACE обнаружила в Антарктиде геологическое образование диаметром около 480 км (см. Кратер Земли Уилкса)
Эксперимент GRACE предоставил исследователям большой объём информации, который послужил источником для большого количества публикаций в научных изданиях. На 15 мая 2020 года Frank Flechtner зарегистрировал 2199 публикаций. Выдающийся вклад, отражённый в научной литературе, был отмечен во время конференции SpaceOps 2018 вручением премии «За выдающиеся достижения» Национального центра космических исследований Франции.
Технология эксперимента GRACE была положена в основу миссии по картографированию гравитационного поля Луны англ. Gravity Recovery and Interior Laboratory (GRAIL).
В ноябре 2002 года миссия GRACE получила награду «Best of What’s New Awards», ежегодно вручаемую журналом Popular Science.
10 декабря 2007 года в Сан-Франциско в ходе осеннего собрании Американского геофизического союза команда эксперимента GRACE получила престижную награду «Премию Уильяма Т. Пекоры» (англ. William T. Pecora Award), которая является совместной наградой Министерства внутренних дел США и НАСА за выдающийся вклад в изучение Земли с помощью дистанционных методов.

## GRACE-FO
В 2018 году были запущены 2 новых спутника, которые позволяют производить измерения с более высокой точностью.